# Yuki Shiwasu
Yuki Shiwasu (japanisch 師走 ゆき Shiwasu Yuki; * 7. März in Präfektur Fukuoka) ist eine japanische Mangaka.

## Werdegang und Werk
Shiwasus Werke richten sich an jugendliche Mädchen und erscheinen entsprechend in Japan in Shōjo-Magazinen. Es handelt sich um Kömodien, oft Liebesgeschichten und im Schulalltag, manche auch mit übernatürlichen Elementen. Ihr erster Manga war Furō Kyōdai, eine Horror-Komödie über ein Geister-Geschwisterpaar. Sie erschien zunächst als Kurzgeschichte 2009 und im Folgejahr mit weiteren Kapiteln als kurze Serie. Es folgte Unknown no Madōsho über einen Professor und einen Teufel, die gemeinsam Konflikte zwischen Menschen und Teufeln lösen. Während Shiwasu auch weitere kurze Serien und Kurzgeschichten schuf, erschien ab 2014 mit Takane & Hana ihre erste lange Serie, die bis 2020 schließlich 18 Bände umfassen sollte. Die Liebeskomödie erzählt von einem Mädchen, das mit dem Spross einer Unternehmerfamilie verkuppelt werden soll. Sie erschien ab 2018 als erste von Shiwasus Manga auch auf Deutsch, verlegt bei Carlsen Manga, und war in Japan mit teils über 60.000 verkauften Exemplaren pro Band ein Verkaufserfolg. Ihre neueste lange Serie ist Echt jetzt, Tamon?! und erscheint seit 2025 ebenfalls auf Deutsch, nun bei Altraverse. Die Geschichte dreht sich um eine Schülerin, die durch Zufall ihrem Idol auch privat nahekommen kann und das sich dabei als ganz anderer Mensch herausstellt. Eine Umsetzung des Mangas als Anime wurde angekündigt.

## Bibliografie (Auswahl)
- Furō Kyōdai (不老姉弟, 2009–2010, 1 Band)
- Unknown no Madōsho (Unknownの魔導書, 2009–2012, 1 Band)
- Tamachen!! (たまちぇん!!, 2012–2013, 1 Band)
- Takane & Hana (高嶺と花 Takane to Hana, 2014–2020, 18 Bände)
- Wan Tail (わんテール, 2015, 1 Band)
- Shinigami Grimm to Fukō Shōnen (死神グリムと不幸少年, 2021, 1 Band)
- Echt jetzt, Tamon?! (多聞くん今どっち！？ Tamon-kun Ima Docchi!?, seit 2021, 10 Bände)